# The Straight Road
Pour plus de détails, voir Fiche technique et Distribution.
The Straight Road est un film muet américain réalisé par Allan Dwan et sorti en 1914.

## Fiche technique
- Titre : The Straight Road
- Réalisation : Allan Dwan
- Scénario : Clyde Fitch, d'après sa pièce
- Genre : Film dramatique
- Production : Famous Players Film Company
- Distribution : Paramount Pictures
- Date de sortie : 
  - États-Unis : 12 novembre 1914

## Distribution
- Gladys Hanson : Mary 'Moll' O'Hara
- William Russell : Bill Hubbell
- Iva Shepard : Lazy Liz
- Arthur Hoops : Douglas Aines
- Lorraine Huling : Ruth Thompson